# Beriya Birta (Wa.Pu.)
Beriya Birta (Wa.Pu.) – gaun wikas samiti w środkowej części Nepalu w strefie Narajani w dystrykcie Parsa. Według nepalskiego spisu powszechnego z 2001 roku liczył on 745 gospodarstw domowych i 5143 mieszkańców (2487 kobiet i 2656 mężczyzn).